# Hagelstorpsgöl
Hagelstorpsgöl är en sjö i Gnosjö kommun i Småland och ingår i Nissans huvudavrinningsområde. Sjön har en area på 0,0557 kvadratkilometer och ligger 190 meter över havet. Sjön avvattnas av vattendraget Förekärrsbäcken.

## Delavrinningsområde
Hagelstorpsgöl ingår i det delavrinningsområde (636324-136756) som SMHI kallar för Mynnar i Södra Gussjö. Avrinningsområdets medelhöjd är 177 meter över havet och ytan är 9,13 kvadratkilometer. Det finns inga delavrinningsområden uppströms utan avrinningsområdet är högsta punkten. Förekärrsbäcken som avvattnar avrinningsområdet har biflödesordning 2, vilket innebär att vattnet flödar genom totalt 2 vattendrag innan det når havet efter 131 kilometer. Delavrinningsområdet består mestadels av skog (65 procent) och sankmarker (19 procent). Avrinningsområdet har 0,27 kvadratkilometer vattenytor vilket ger det en sjöprocent på 3 procent.